# برايان هندرسون
برايان هندرسون (بالإنجليزية: Brian Henderson)‏ (12 يونيو 1930 في المملكة المتحدة - 7 نوفمبر 2001 بدارلينغتون في المملكة المتحدة) هو لاعب كرة قدم بريطاني في مركز الدفاع. لعب مع نادي كارلايل يونايتد ودارلينجتون إف سى.